# Chuyên nghiệp hóa
Chuyên nghiệp hóa là một quá trình xã hội mà bất kỳ thương mại hoặc nghề nghiệp nào cũng tự biến mình thành một " nghề nghiệp có tính liêm chính và năng lực cao nhất". Định nghĩa về những gì tạo nên một nghề thường được tranh cãi. Chuyên nghiệp hóa có xu hướng dẫn đến việc thiết lập trình độ chấp nhận được, một hoặc nhiều hiệp hội chuyên nghiệp để khuyến nghị thực hành tốt nhất và giám sát hành vi của các thành viên trong nghề, và một số mức độ phân định trình độ từ những người nghiệp dư không đủ tiêu chuẩn (nghĩa là chứng nhận chuyên nghiệp). Nó cũng có khả năng tạo ra " đóng cửa nghề nghiệp", nghĩa là chặn nghề nghiệp không cho người ngoài, nghiệp dư và không đủ tiêu chuẩn tham gia.
Nghề nghiệp không được chuyên nghiệp hóa hoàn toàn đôi khi được gọi là bán chuyên nghiệp. Phê bình về quan điểm chuyên nghiệp hóa các phiên bản quá nhiệt tình được thúc đẩy bởi các khuyến khích không phù hợp (về cơ bản, một sự tương tự hiện đại về các khía cạnh tiêu cực của bang hội) như một hình thức của sự tin cậy.